# Hidenobu Kiuchi
Hidenobu Kiuchi (木内 秀信?, Kiuchi Hidenobu; Kōbe, 5 febbraio 1969) è un doppiatore giapponese.
Alcuni dei suoi ruoli principali sono Hol Horse in Le bizzarre avventure di JoJo: Stardust Crusaders, Yūshi Oshitari in The Prince of Tennis, Kenzo Tenma in Monster, Ren Honjo in Nana, Hei in Darker than Black, Shisui Uchiha in Naruto Shippuden e Mr Yamada in Chi's Sweet Home. Ha iniziato come attore di teatro. Ha interpretato ruoli da protagonista come Jose in Gunslinger Girl e Ramsbeckite Hematite in Cluster Edge. Nel 2008 è stato il primo doppiatore giapponese a partecipare a una convention di anime in Australia.

## Ruoli interpretati

### Serie animate
- Blood Blockade Battlefront (Benjamin Machbeth)
- Boruto: Naruto Next Generations (Kirisaki)
- Darker than Black (Hei)
- Death Note (Hirokazu Ukita)
- Fullmetal Alchemist: Brotherhood (King Bradley (giovane))
- Gangsta. (Barry Abbott)
- Garo (Luciano Guzman)
- Garouden: The Way of the Lone Wolf (Fumihito Tamon)
- Gosick (Grevill de Blois)
- Gunslinger Girl (Jose Croce)
- Hunter × Hunter (Basho, Majitani)
- Hunter × Hunter (2011) (Franklin, Leech)
- Kenshin - Samurai vagabondo (Shirojo)
- Le bizzarre avventure di JoJo: Stardust Crusaders (Hol Horse)
- Monster (Dr. Kenzo Tenma)
- Nana (Ren Honjo)
- Naruto Shippuden (Shisui Uchiha, Kyusuke)
- One Piece (Nero)
- Pluto (Brando)
- R.O.D: Read or Die (David)
- Sword Art Online II (Dr. Kurahasaki)
- Violet Evergarden (Dietfried Bougainvillea)
- Yu-Gi-Oh! GX (Stregone del Chaos, Wheeler, Frost)

### Film animati
- Blue Exorcist: The Movie (Cheng-Long Liu)
- Fullmetal Alchemist - La sacra stella di Milos (Herschel/Ashley Crichton)
- Hells (Mario)
- Hunter × Hunter: Phantom Rouge (Franklin)
- Overlord - Il film: Capitolo del Santo Regno (Gustav Montagnés)

### Videogiochi
- BlazBlue: Cross Tag Battle (Merkava)
- Days Gone (Jesse Williamson, Carlos)
- Dragalia Lost (Yurius)
- Granblue Fantasy (Ferruccio, Yurius)
- JoJo's Bizarre Adventure: Eyes of Heaven (Hol Horse)
- JoJo's Bizarre Adventure: All Star Battle R (Hol Horse)
- Naruto Shippuden: Ultimate Ninja Storm 4 (Shisui Uchiha)
- Naruto to Boruto: Shinobi Striker (Shisui Uchiha)
- Resident Evil 7: Biohazard (Ethan Winters)
- Resident Evil Village (Ethan Winters)
- Resonance of Fate (Juris)
- Suikoden: Tierkreis (Cougar)
- Tales of Xillia (Wingul)
- Under Night In-Birth (Merkava)
- Under Night In-Birth II [Sys:Celes] (Merkava)
- Ys VIII: Lacrimosa of Dana (Sahad)